# 클린턴 조지프 데이비슨
클린턴 조지프 데이비슨(Clinton Joseph Davisson, 1881년 10월 22일 - 1958년 2월 1일)은 미국의 물리학자이다. 전자회절을 발견하여 1937년 노벨 물리학상을 수상하였다.
데이비슨은 노벨상을 조지 패짓 톰슨과 공동 수상하였다. 조지 패짓 톰슨은 독자적으로 데이비슨과 같은 시기에 전자회절을 발견하였다.

## 같이 보기
- 데이비슨-저머 실험